# Veerdwergstekelpoot
De veerdwergstekelpoot (Maso gallicus) is een spinnensoort in de taxonomische indeling van de hangmatspinnen (Linyphiidae).
Het dier komt uit het geslacht Maso. Maso gallicus werd in 1894 beschreven door Eugène Simon.